# 格朗维利耶 (厄尔省)
格朗维利耶（法語：Grandvilliers，法語發音：[ɡʁɑ̃vilje]）是法国厄尔省的一个旧市镇，属于埃夫勒区。2019年，格朗维利耶与临近的2个市镇并入市镇伊通河畔梅尼勒。

## 地理
格朗维利耶（48°48'52"N, 1°3'39"E）面积17.66 平方千米，位于法国诺曼底大区厄尔省，该省份为法国北部内陆省份，北起滨海塞纳省，西接奧恩省和卡爾瓦多斯省，南至厄尔-卢瓦省，东临瓦兹省、瓦兹河谷省和伊夫林省。
与格朗维利耶接壤的市镇（或旧市镇、城区）包括：达姆玛丽、德鲁瓦西、洛姆、比叙当维尔、罗芒。

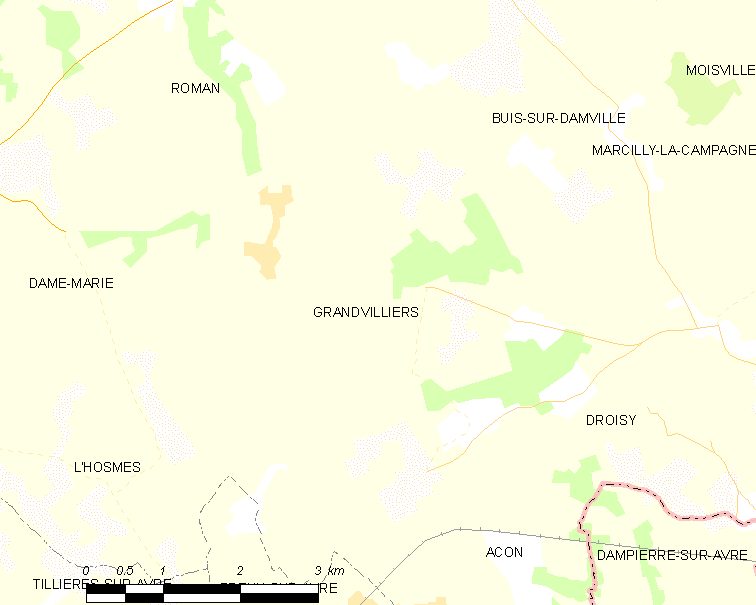
的OSM定位图

格朗维利耶的时区为UTC+01:00、UTC+02:00（夏令时）。

## 行政
格朗维利耶的邮政编码为27240，INSEE市镇编码为27297。

## 政治
格朗维利耶所属的省级选区为阿夫尔河和伊通河畔韦尔讷伊县。

## 人口

1962-2008年间人口变化图示

格朗维利耶于2018年1月1日时的人口数量为326人。